# Sopronhorpács
Sopronhorpács è un comune di 859 abitanti situato nella contea di Győr-Moson-Sopron, nell'Ungheria nordoccidentale.